# Steinsches Schloss (Nassau)

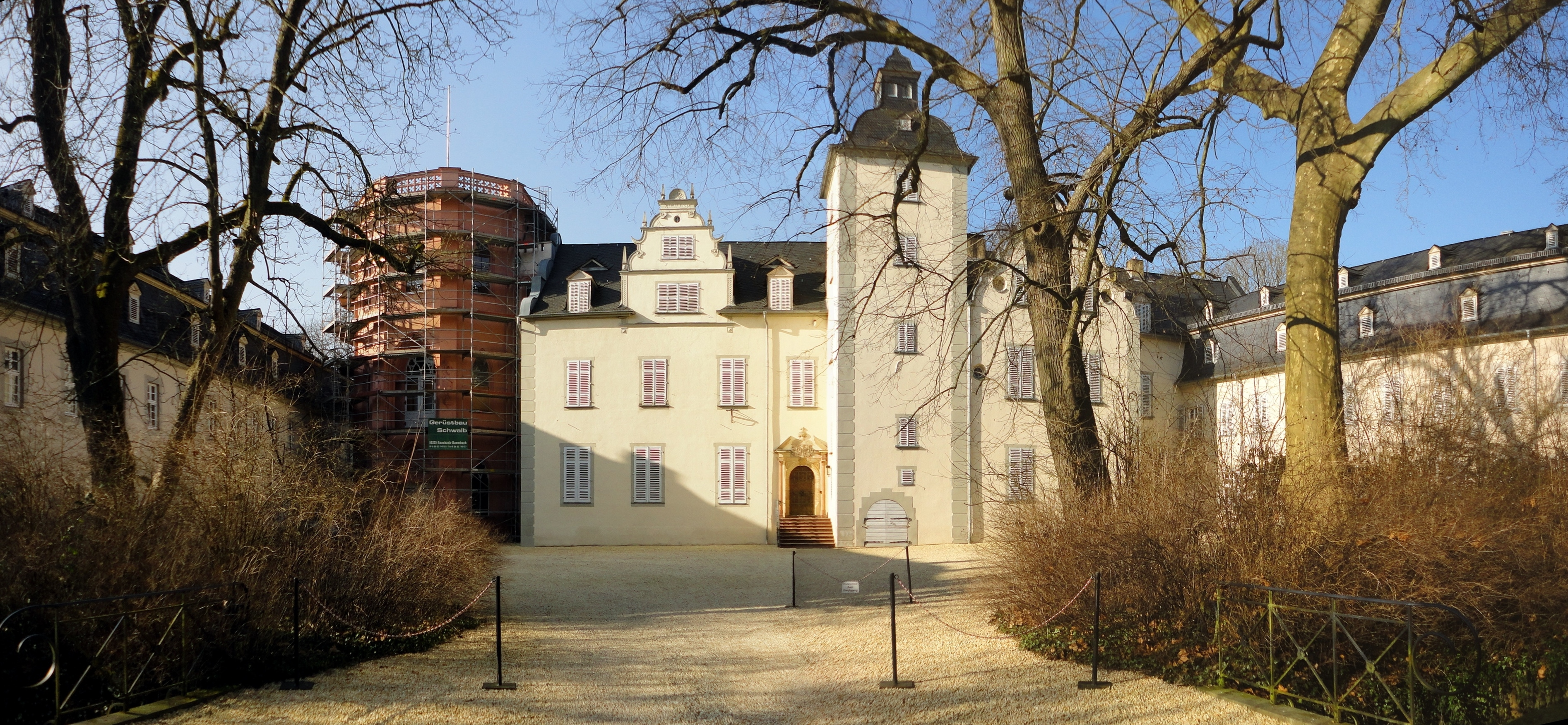
Das Steinsche Schloss in Nassau

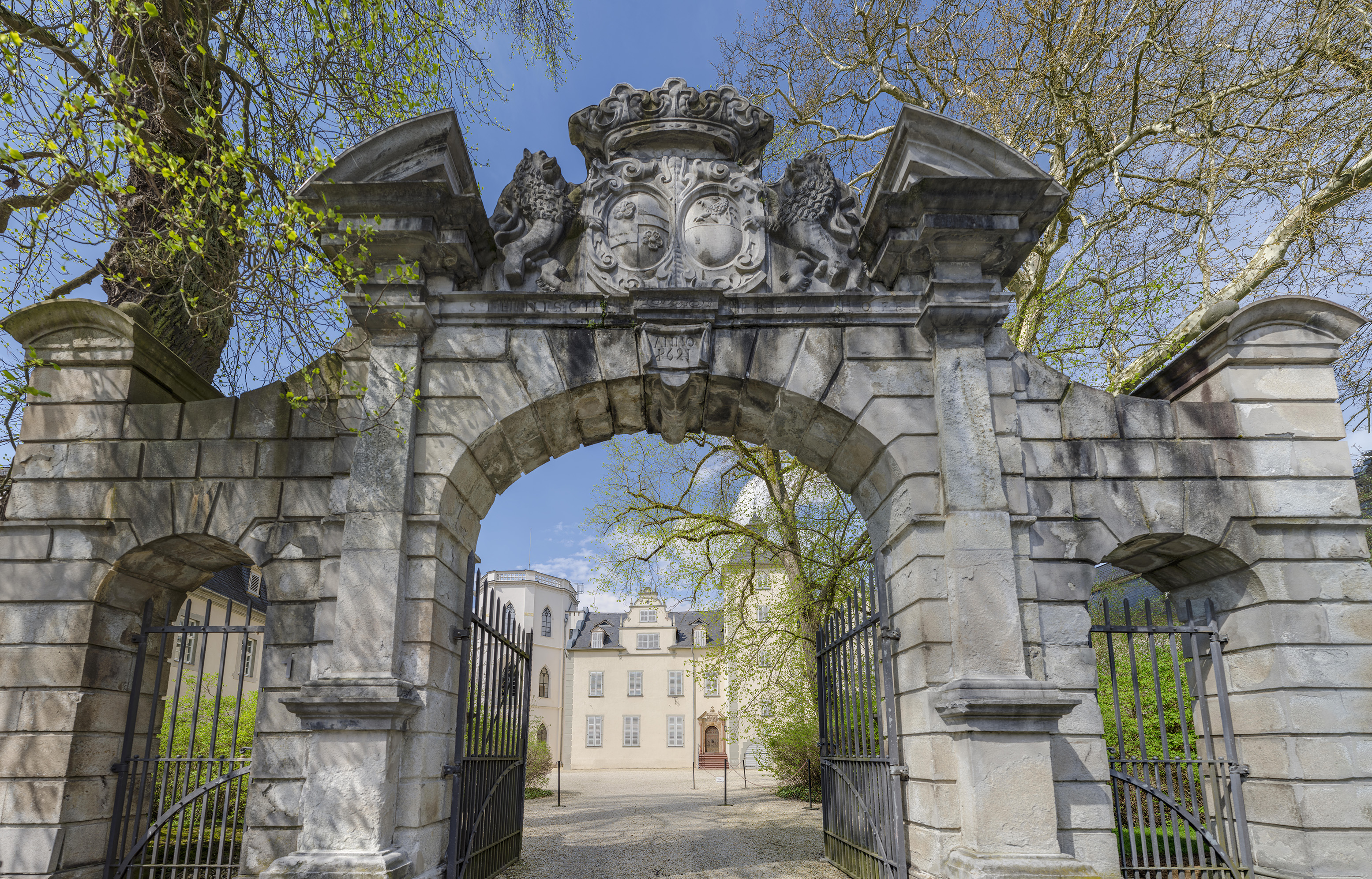
Hofportal zum Steinschen Schloss in Nassau

Das Steinsche Schloss ist ein Stadtschloss in der Ortsmitte von Nassau in Rheinland-Pfalz. Es War Sitz der Reichsritter-Familie vom Stein. Unter anderem wuchs dort der preußische Reformminister Heinrich Friedrich Karl vom und zum Stein auf.
Vorgängerbau des Schlosses war ein Zehnthof, den die Familie vom Stein bereits im 14. Jahrhundert in ihrem Besitz hatte. Zu Beginn des Dreißigjährigen Krieges verlegte das inzwischen wohlhabend und einflussreich gewordene Geschlecht seinen Sitz von der Steinschen Burg außerhalb Nassaus in diese Anlage. In den folgenden Jahrhunderten wurde der einstige Hof zu einem Schloss umgebaut und erweitert.
1621 war der Hauptbau im Stil der Spätrenaissance fertiggestellt. 1755 wurden zwei barocke Flügel angebaut. Heinrich Friedrich Karl vom und zum Stein beauftragte erst den Wiesbadener Architekten Christian Zais, 1818 den Baumeister Johann Claudius von Lassaulx mit einer Erweiterung zum Gedenken an die Befreiungskriege. Darauf wurde 1815/16 ein achteckiger, neugotischer Turm zugefügt. Eine Quelle gibt für das 19. Jahrhundert an, dass in den Turmbau (historisch wertvolle) Glasmalereien aus der Kirche St. Kastor (Dausenau) „verschleppt“ wurden.
Als der Schriftsteller Karl August Varnhagen von Ense am 5. August 1836 die damaligen Besitzer, Steins Tochter Henriette von Giech (1796–1865), geb. vom und zum Stein, und den fast erblindeten Grafen Friedrich Karl Hermann von Giech (1791–1846), den Bruder des bayrischen Politikers Carl von Giech besuchte, schilderte er bereits den Verfall der Gedenkstätte des Freiherrn von Stein: „Man sagt, er hat hunderttausend Thaler für den Thurm ausgegeben. […] Jetzt aber zuckt jederman die Achseln, die Dienstboten des Hauses lächeln spöttisch, und sagen unverhohlen, es sei mehr davon geredet worden, als die Sache verdiene! Die Bäder werden nie gebraucht, wiewohl im Schlosse täglich gebadet wird; die Aussicht im Schlosse ist schöner, die Zimmer geräumiger, anmuthiger, besser gelegen; der Thurm steht ganz öde; die obere Fußdecke, von Marmorplatten, war zu schwer, und mußte weggenommen werden, nun liegen die Balken aufgerissen bloß, Schutt an den Wänden aufgehäuft, und kaum vier Jahre ist der Besitzer und Erbauer todt, so fällt sein geliebtes Spielwerk schon wirklich in Trümmer, ist schon zur Ruine gemacht!“
Nach Voruntersuchungen in den Jahren 2011–2012 wurde der Turm mit Mitteln des Landes Rheinland-Pfalz bis 2018 umfassend restauriert. Im Erdgeschoss wurden die für eine rituelle Reinigung vor dem Betreten der Gedenkstätte gedachten Marmorbäder wiederhergestellt und nach 200 Jahren die ursprünglich dort geplante Kapelle eingerichtet. Das Arbeitszimmer des Freiherrn im Mittelgeschoss mit seinen begehbaren Bibliotheksschränken und der Kultort im Obergeschoss mit Skulpturen der drei Monarchen Friedrich Wilhelm III., Franz I. und Alexander I. von Christian Daniel Rauch wurden in den ursprünglichen Zustand zurückversetzt.
Das Schloss befindet sich im Besitz Steinscher Nachfahren in weiblicher Linie, den Grafen von Kanitz.
Das Schloss Cappenberg, in dem Freiherr vom und zum Stein viele Jahre lebte und das er sich als Altersruhesitz auserwählt hatte, befindet sich im Wege des Erbganges ebenfalls im Besitz der Grafen von Kanitz.